# Игуасен Борау, Дамиан
Дамиан Игуасен Борау (исп. Damián Iguacén Borau; 12 февраля 1916, Фуэнкальдерас, Испания — 24 ноября 2020) — испанский прелат. Епископ Барбастро с 10 августа 1970 по 23 сентября 1974. Епископ Теруэля и Альбаррасина с 23 сентября 1974 по 15 августа 1984. Епископ Сан-Кристобаль-де-ла-Лагуны с 15 августа 1984 по 12 июня 1991.